# Niels Valdemar Vinding
Niels Valdemar Vinding (født 7. september 1982 i Vejle) er en dansk islamforsker og lektor ved det teologiske fakultet på Københavns Universitet. Hans forskning og formidling handler om religion, ret og samfund, ikke mindst hvad angår islams og danske muslimers rolle i Danmark.

## Privatliv
Vinding er født i Vejle, men opvokset i Virum og senere bosat i Brønshøj. Han er gift og far til tre piger.

## Uddannelse og karriere
Vinding udmærkede sig i matematik og kemi i gymnasiet og havde oprindelig tænkt på en karriere som brygmester, men havde også mange eksistentielle overvejelser som teenager og tænkte, at han først kunne bruge et år på den menneskelige dannelse. Derfor blev han optaget på teologistudiet ved Københavns Universitet (KU) i september 2001. Terrorangrebet på World Trade Center den 11. september 2001 gjorde så stort indtryk på ham, at han endte med på studiet at specialisere sig i sharia og islam samt mødet mellem de danske muslimer og det øvrige danske samfund.
Han blev cand.mag. i 2009, hvor han vandt Københavns Universitets guldmedalje for sin opgave "Den engelske stats regulering af forholdet mellem staten og henholdsvis anglikanisme og islam". I 2013 blev han ph.d. i islamiske studier, ligeledes fra KU, med en afhandling om islamiske institutioner og organisationer i Europa. I 2020 supplerede han med en Master of Laws-grad i religionsret (forkortet LL.M.) fra Cardiff University.
2014-17 var han ansat som adjunkt ved Institut for Tværkulturelle og Regionale Studier på KU, 2017-20 postdoc samme sted, og fra 2021 lektor og samtidig forskningsleder med en Sapere Aude-bevilling fra Danmarks Frie Forskningsfond til projektet "Producing Sharia in Context", der undersøger danske muslimers shariapraksis.

## Forskning og formidling
Vindings forskning peger på et samspil i spændingsfeltet mellem danske institutioner, eksempelvis velfærdsstaten og folkekirken og de danske muslimer, hvor disse dels bliver inspireret, dels forsøger at finde deres eget ståsted i det danske samfund. Det fører til en samtale om, hvordan der bedst kan opnås balance mellem de danske muslimer og det etablerede danske samfund. Samtalen kan være hård, men er nødvendig, sagde Vinding i et interview med Kristeligt Dagblad i anledning af sin 40-års-fødselsdag i 2022. Mens nogle grupper som Hizb ut-Tahrir ifølge Vinding støder samfundet fra sig, bliver andre muslimer stærkt inspireret af bl.a. foreningslivet og velfærdssamfundets institutioner i en frugtbar proces.
Vinding udgav sammen med Jesper Petersen i 2020 bogen "Sharia og samfund. Islamisk ret, etik og praksis i Danmark" på Forlaget Samfundslitteratur efter forinden at have vundet forlagets lærebogspris, der med 100.000 kr. er Danmarks største faglitterære pris. Bogen undersøger, hvordan sharia praktiseres i danske muslimers hverdag fremfor på, hvordan sharia beskrives i Koranen eller andre dele af islams tekstunivers.
Vinding er fagansvarlig redaktør for emnerne "Islam i Danmark og Europa" og "Religionsret" på Den Store Danske.